# Пороки сердца
Поро́ки се́рдца — патологическое изменение сердца, в ходе которого наблюдаются дефекты клапанного аппарата или его стенок, приводящие к сердечной недостаточности. Различают две большие группы пороков сердца: врождённые и приобретённые. Заболевания являются хроническими медленно прогрессирующими, терапия лишь облегчает их течение, но не устраняет причину их возникновения, полное восстановление возможно только при хирургическом вмешательстве.

## Врождённые пороки
Врождённые пороки сердца — патологические состояния, при которых в ходе нарушений процесса эмбриогенеза в сердце и примыкающих к нему сосудах возникают дефекты. При врождённых пороках сердца поражаются преимущественно стенки миокарда и крупных прилежащих к нему сосудов. Заболевание медленно прогрессирует, без своевременного хирургического вмешательства у ребёнка формируются необратимые морфологические изменения, в ряде случаев возможен летальный исход. При адекватном хирургическом лечении происходит полное восстановление функции сердца.

## Приобретённые пороки сердца
Приобретённые пороки сердца — патологические состояния сердца, при которых страдает клапанный аппарат сердца. Поражения клапанов представляют собой стеноз и/или недостаточность клапанов сердца. Заболевание медленно неуклонно прогрессирует, адекватная терапия только замедляет патологический процесс, хирургическое лечение заключается в протезировании сердечного клапана.
Простой порок сердца - это врожденные или приобретенные изменения сердца, характеризуемые поражение одного клапана или антриовентрикулярного отверстия.
Сочетанные пороки сердца - это врожденные или приобретенные изменения сердца, характеризуемые сочетание двух форм нарушения в одной клапанной структуре (сочетанный митральный порок, при котором присутствуют данные о стенозе и о недостаточности).
Комбинированные пороки сердца - это врожденные или приобретенные изменения сердца, при которых поражается 2 и более клапана.

## Прогноз
Прогноз заболевания условно благоприятный, при своевременной хирургической помощи заболевание полностью устраняется, больной восстанавливает трудоспособность. Без оказания хирургической помощи болезнь медленно прогрессирует и приводит к летальному исходу от нарастающей сердечной недостаточности.

## Пороки сердца в ветеринарии
Чаще у животных встречаются приобретённые пороки сердца. В большинстве случаев они являются следствием эндокардита, особенно инфекционной природы. При развитии пороков сердца выслушивается стойкий органический эндокардиальный шум. Гипертрофию отделов сердца выявляют по увеличению границ сердечной тупости, либо, более точно, при помощи ультразвукового исследования. У больных животных появляется одышка, они быстро утомляются, снижается работоспособность. Кожа и слизистые оболочки бледные, иногда цианотичные. Возможно усиление сердечного толчка и появления кашля. Пульс учащен, слабого наполнения. Часто выявляют переполнение вен, отеки.